# أنتوني واتسون
أنتوني واتسون (بالإنجليزية: Anthony Watson) هو لاعب اتحاد الرغبي بريطاني، ولد في 26 فبراير 1994 في أشفورد في المملكة المتحدة.

## وصلات خارجية
- أنتوني واتسون على موقع دوري الرغبي الممتاز (الإنجليزية)
- أنتوني واتسون عل موقع إسبنسكروم (الإنجليزية)
- أنتوني واتسون على موقع ItsRugby.co.uk (الإنجليزية)